# Keita Kanemoto
Keita Kanemoto (født 13. juli 1977) er en tidligere japansk fodboldspiller.
Han har spillet for flere forskellige klubber i sin karriere, herunder Sanfrecce Hiroshima og Oita Trinita.